# Freestone & Webb

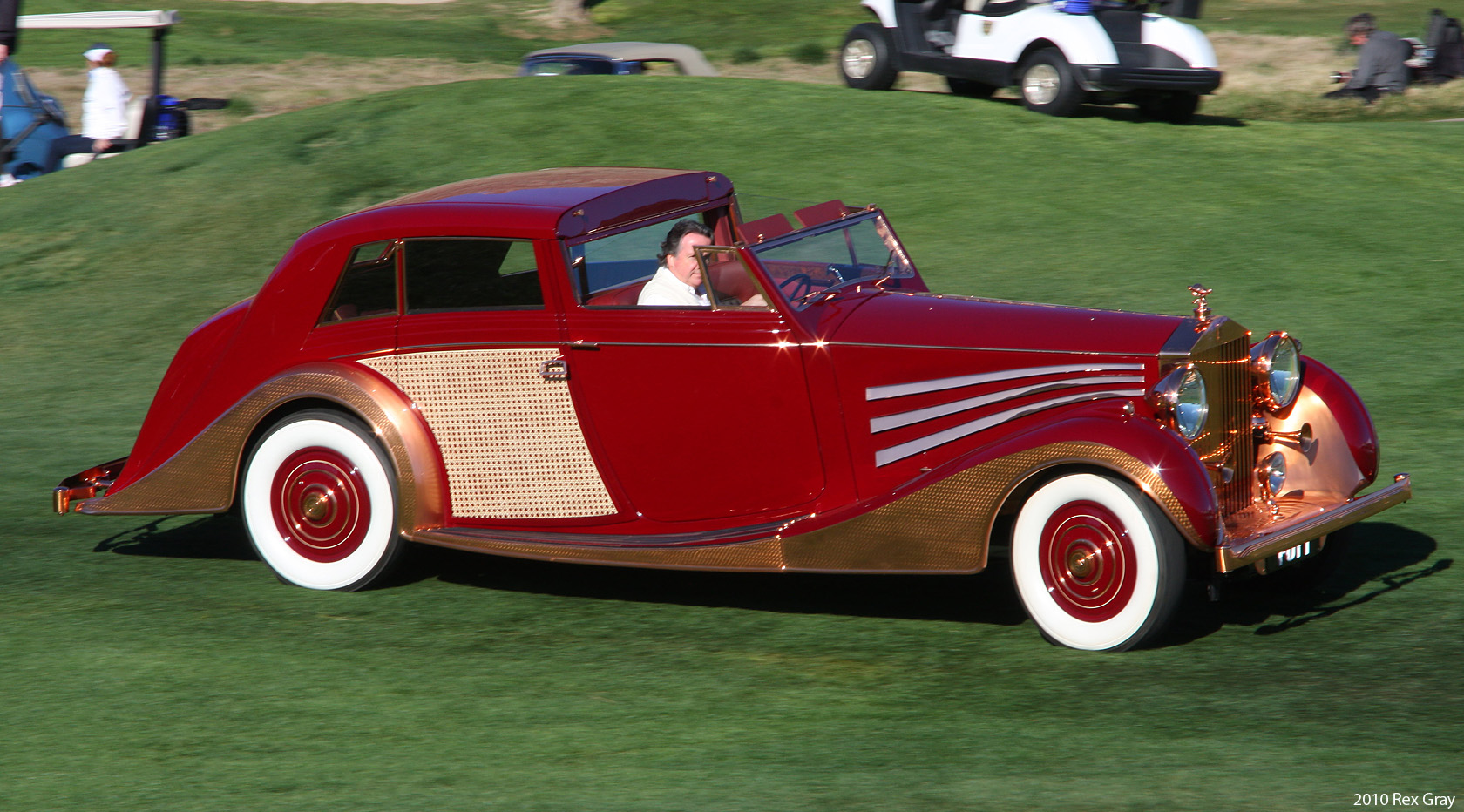
Rolls-Royce Phantom III Sedanca De Ville mit Aufbau von Freestone & Webb

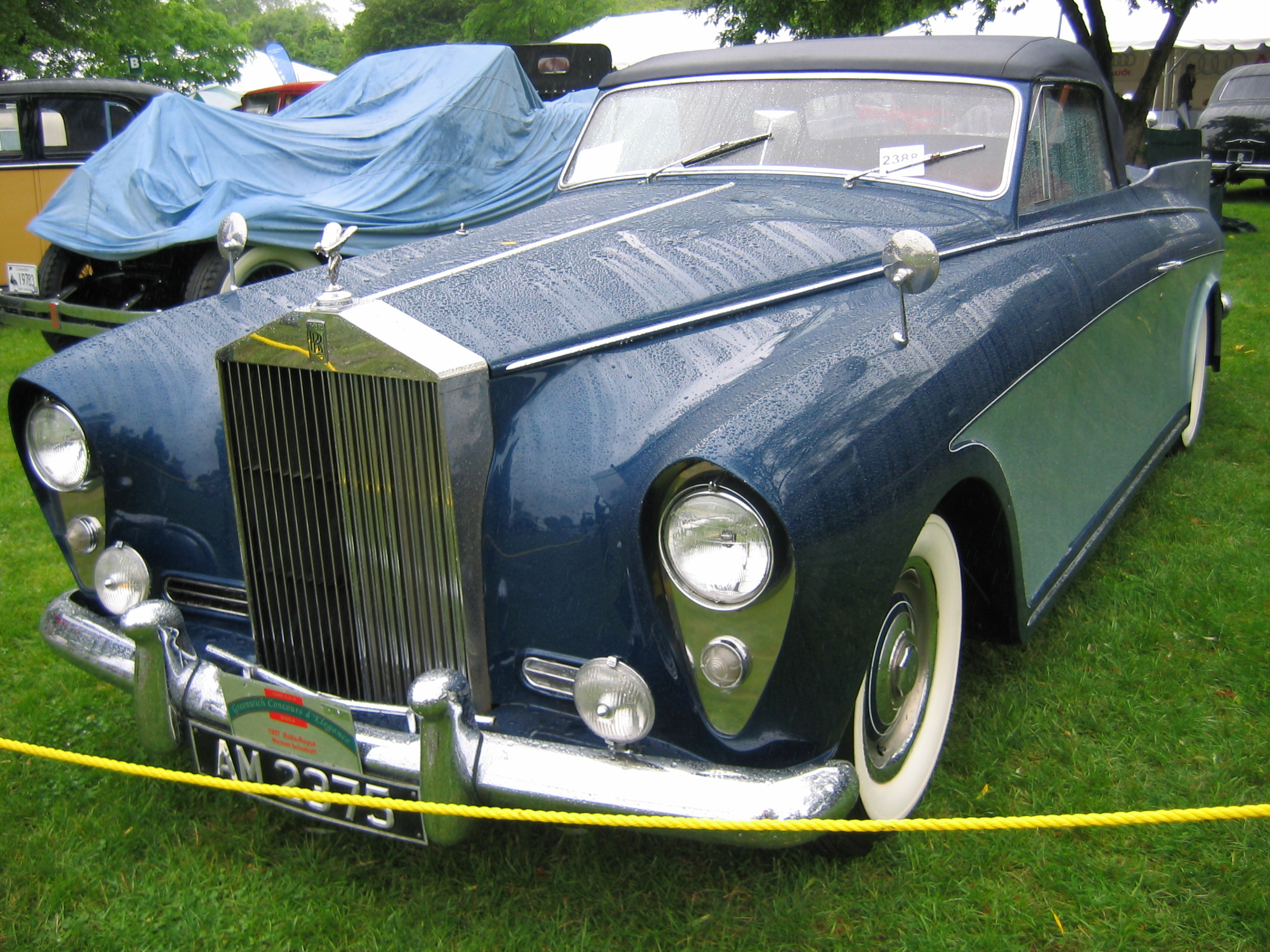
Eine der letzten Karosserien von Freestone & Webb: Drophead Coupé auf dem Fahrgestell des Rolls-Royce Silver Cloud (1957)

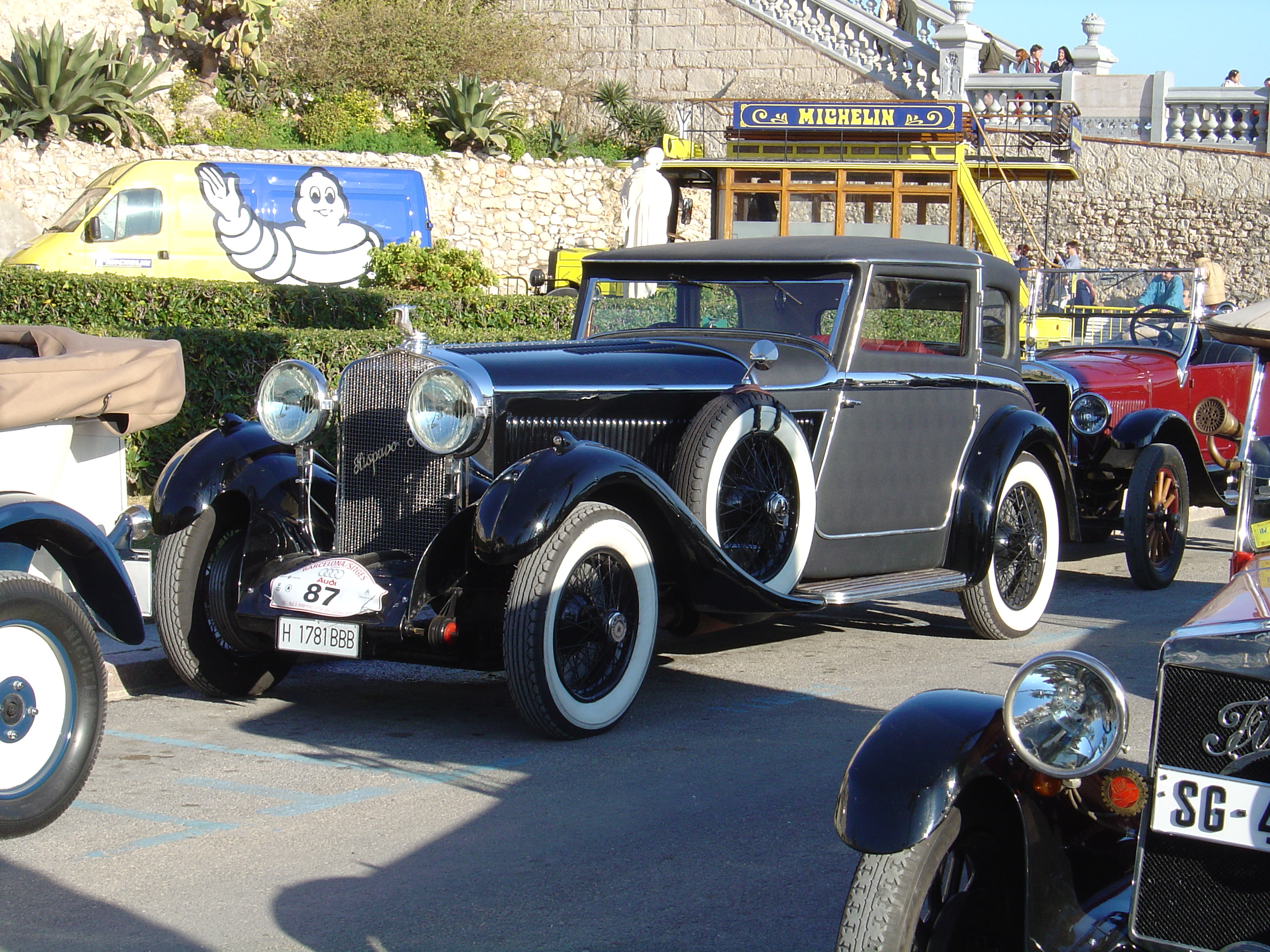
Hispano-Suiza 45 CV H.6B (1925)

Freestone & Webb war ein britisches Karosseriebauunternehmen, das von 1923 bis 1958 Sonderaufbauten für Oberklasseautomobile herstellte. Anders als viele seiner Konkurrenten, beschränkte sich Freestone & Webb nicht auf die Einkleidung britischer Fahrgestelle, sondern lieferte auch Aufbauten für kontinentaleuropäische Marken. So entstanden bis in die späten 1930er-Jahre hinein zahlreiche Karosserien für Chassis von Mercedes-Benz.

## Unternehmensgeschichte
Freestone & Webb wurde 1923 von V. E. Freestone und A. J. Webb gegründet. Beide hatten zuvor für die britische Niederlassung des französischen Automobilherstellers Sizaire-Berwick gearbeitet, Freestone darüber hinaus für Crossley Motors. Das Unternehmen war im Londoner Stadtteil Willesden ansässig.
Bereits im ersten Jahr seiner Existenz kleidete Freestone & Webb einige Bentley-Fahrgestelle ein. Die Aufbauten überzeugten durch ihren Stil und ihre handwerkliche Qualität, sodass sich Freestone & Webb bald einen guten Ruf erwarb. Bis in die späten 1920er-Jahre hinein entstanden insgesamt 230 Karosserien für Bentley. Nach dessen Insolvenz im Jahr 1929 konzentrierte sich Freestone & Webb auf Rolls-Royce-Fahrgestelle. Einige Karosserien folgten dem Weymann–Verfahren, bestanden also aus einem Holzaufbau mit Kunstlederüberzug. Nach Ansicht von Beobachtern gehörten Freestone & Webbs Aufbauten zu den attraktivsten Weymann-Karosserien.
1925 karossierte Freestone & Webb erstmals ein Packard-Fahrgestell. Der Six Serie 333 hatte einen Limousinen-Aufbau mit einem innovativen Dach dessen vorderer Teil sich mittels seitlich angebrachten, doppelten Trägern anheben und über den rückwärtigen Teil schieben ließ. Bis 1938 folgten weitere Limousinen und Cabriolimousinen für Packard. Bekannt sind außerdem einige sehr elegante Aufbauten auf Delage-Basis, darunter ein Type DMS Torpedo (1928) und gleich zwei D8S Coach (zweitürige Innenlenker) von 1932 und 1933
In den 1930er-Jahren durchlebte das Unternehmen einige wirtschaftliche Krisen. Es wurde mehrfach umstrukturiert. Mitte der 1930er-Jahre verließ V. E. Freestone das Unternehmen. In dieser Zeit produzierte es etwa 15 Karosserien pro für Fahrgestelle von Alfa Romeo, Alvis, Daimler, Lagonda, Mercedes-Benz, Rolls-Royce und Talbot. Mindestens zwei Aufbauten sind für Hispano-Suiza gefertigt worden, nämlich eine H.6B Open Drive Limousine 1928 und eine K.6 Berline 1937. Einige Aufbauten waren standardisiert; daneben bestand weiterhin die Möglichkeit komplett individueller Karosserien, die auf die jeweiligen Kundenwünsche zugeschnitten waren. 1935 entstand für ein Bentley-Fahrgestell erstmals ein Aufbau im sogenannten Razor-Edge-Look, der in den folgenden Jahren zum Markenzeichen von Freestone & Webb werden sollte. Die Aufbauten des Unternehmens wurden weiterhin geschätzt. Freestone & Webb erhielt bei den jährlichen Ausstellungen der London Motor Show neunmal in Folge die Goldmedaille in der Kategorie „bestes privates Karosseriebauunternehmen“. Der letzte Aufbau für Packard, eine Chauffeur-Limousine auf dem Super-Eight-Chassis, war ebenfalls im Razor-Edge Stil gehalten und wirkte in seiner Formgebung sehr britisch.
Im Zweiten Weltkrieg stellte Freestone & Webb im Auftrag des Kriegsministeriums Zubehörteile für das Jagdflugzeug Supermarine Spitfire her.
Nach Kriegsende nahm Freestone & Webb die Produktion von Automobilkarosserien wieder auf. Allerdings änderten sich bald die Rahmenbedingungen: Ab 1946 bot Rolls-Royce mit dem Silver Wraith und dem Bentley Mark VI erstmals standardisierte Werkskarosserien an. Zwar bestand weiterhin die Möglichkeit individueller Aufbauten, angesichts des Aufkommens von Werkskarosserien ließ die Nachfrage nach Sonderaufbauten zu Beginn der 1950er-Jahre allerdings deutlich nach. Freestone & Webb geriet in finanzielle Schwierigkeiten, und zwei Jahre nach dem Tod von A.J. Webb wurde das Unternehmen im Mai 1957 an die Swain Gruppe verkauft, die im Automobilhandel tätig war. 1958 stellte Freestone & Webb die Produktion von Fahrzeugkarosserien ein. Das Unternehmen wurde mit dem zum gleichen Konzern gehörenden Rolls-Royce-Händler H.R. Owen verbunden und wurde zu einem reinen Autohändler. 1963 übernahm das Karosseriebauunternehmen Harold Radford die Namensrechte an Freestone & Webb.